# Bomberman 2 (videojuego de DS)
Bomberman 2, conocido en Japón como Custom Battler Bomberman, es un videojuego para la Nintendo DS. Siendo parte de la franquicia Bomberman, es la secuela del juego de DS de 2005. El juego toma lugar en Ciudad Grid, un escenario ciberespacial.

## Jugabilidad
El juego contiene un modo Misión de un solo jugador y un modo Batalla multijugador. Además, existe un modo multijugador personalizado, permitiendo la configuración de las peleas contra jugadores no controlados por la CPU. También existen partes esparcidas de una armadura que pueden recolectarse y equiparse para mejorar el poder de Bomberman a través de un sistema de niveles, añadiendo profundidad estratégica a la jugabilidad.
El juego además es compatible con el Rumble Pak de Nintendo DS para poder sentir vibraciones durante las partidas.